# Ébredj velünk
Az Ébredj velünk (eredeti címe: Morning Glory) 2010-es vígjáték/dráma, rendezte Roger Michael, a forgatókönyvet Aline Brosh McKenna írta. A főbb szerepeket Rachel McAdams, Harrison Ford, Diane Keaton, Patrick Wilson és Jeff Goldblum alakítja.
Több időpont-módosítás után az USA-ban 2010. november 10-én, a világ többi részén 2011-ben mutatták be.
Szereplőinek ismertsége ellenére vegyes volt a fogadtatása, és a jegypénztárakban is lanyha volt iránta az érdeklődés.

## Cselekménye
|  | Alább a cselekmény részletei következnek! |

Becky Fuller (Rachel McAdams) magabiztos gyártásvezető, akit létszámleépítés miatt elbocsátanak a Good Morning New Jersey műsorból. Többféle önéletrajzot is elküld magáról számos helyre, és az egyik New York-i csatorna, az IBS reggeli műsorába, a Pirkadat-ba behívják felvételire. A műsor régóta nagy bajban van, teljesen kiszorult a nézettségi versenyből az olyan, országosan ismert hálózat, mint az NBC reggeli adásával, a Today-jel szemben.
Beckyt Jerry Barnes (Jeff Goldblum) szerződteti, ő lesz a műsor új producere. Becky már az első nap felmond a beképzelt, szexmániás műsorvezetőnek, Paul McVeenek (Ty Burrell). A műsor többi munkatársa emiatt rögtön a szívébe fogadja. Így azonban új műsorvezetőt kellene felvenni Colleen Peck (Diane Keaton) mellé. Mivel azonban új emberre nincs pénz, Becky talál egyet a meglévő alkalmazottak között, aki nem más, mint Mike Pomeroy (Harrison Ford), egy veterán televíziós „legenda”, aki negyven éve világraszóló riportokat készít, azonban jó ideje „visszavonult” az aktív munkától. Pomeroy a Pirkadat csatornájának, az IBS-nek az alkalmazottja, de mindig kimenti magát, valahányszor tenni kellene valamit. Dolgoznia nem kell, mégis fizetik. A szerződésében azonban Becky talál egy olyan pontot, hogy ha hivatalosan munkát ajánlanak neki, azt el kell fogadnia, különben nem kapja meg a hatmillió dolláros végkielégítést.
Becky randevúzik az IBS egyik dolgozójával, Adammel (Patrick Wilson). Pomeroy a szerződésének egyik pontjára hivatkozva kijelenti, hogy ő csak fajsúlyos ügyekkel hajlandó foglalkozni. Emiatt nem vesz részt a számára rangon aluli főzőműsorban.
Pomeroy és Colleen között annyira ellenséges hangulat alakult ki, hogy az már mindenkinek kínos. Mivel a nézettség tovább csökken, közlik Beckyvel, hogy a Pirkadat csak akkor marad meg, ha a nézettség 1,5%-ra emelkedik hat hét alatt, különben a műsornak vége. Ezt olyan vad ötletekkel próbálják meg elérni, hogy Ernie (Matt Malloy) időjárás-jelentés közben a Six Flags új hullámvasútján utazik, és az arcát élőben közvetítik. Colleent érdeklik Becky újító ötletei, és több színes jelenetben is részt vesz.
Adam nem érti, hogyan randizhatnak, miközben Becky folyamatosan a munkájával van elfoglalva. Pomeroy elmeséli, hogy régen ő is úgy élt, de rá kellett jönnie, hogy a munka világán kívül egyáltalán nem volt élete.
Egy munkaértekezleten Pomeroy jelentkezik, hogy egy történetet ő szeretne kidolgozni. Ezzel kollégáit alaposan meglepi, mivel egy káposztafesztiválról lenne szó. Becky vele tart a közvetítőkocsival, azonban rá kell jönnie, hogy a kormányzó nyaralója felé tartanak, és nem arra, amerre eredetileg forgatniuk kellene. Pomeroy végül kellemetlen kérdéseket tesz fel a kormányzónak, akit zsarolással vádoltak meg. Közben a rendőrök is a helyszínre érnek, így megszakítják a műsort, és egyenes adásban számolnak be a kormányzó előzetes letartóztatásáról. Ez tovább emeli a Pirkadat nézettségét.
A műsor ismertségének növekedése oda vezet, hogy Beckyt behívták állásinterjúra egy országos csatorna, az NBC Today Show-jába. A felvételi beszélgetés közben az egyik képernyőn a Pirkadat műsorát lehet látni. A szünetekben Colleen elmondja Pomeroynak, hogy Becky az ő makacssága miatt hagyta ott az IBS-t. Ekkor a veterán újságíró átmegy a konyhába. Becky tátott szemekkel nézi, mikor Pomeroy azt mutatja be a nézőknek élőben, hogyan kell elkészíteni egy igazi olasz frittatát. Becky visszafut az IBS-hez, és örömmel fogadja, hogy ő az a producer, akiről mindenki álmodott a műsornál.
|  | Itt a vége a cselekmény részletezésének! |

## Szereposztás
- Rachel McAdams: Becky Fuller: A Pirkadat új produkciós vezetője,. 11 év alatt ő a 14., aki ezt a posztot betölti. Az a feladata, hogy növelje a műsor nézettségét.
- Harrison Ford: Mike Pomeroy: Egy karakán újságíró és televíziós bemondó, aki már 40 éve a televízióknál dolgozik. Szomorúan veszi tudomásul, hogy olyan műsornál kell dolgoznia, mely nem foglalkozik valódi hírekkel.
- Diane Keaton: Colleen Peck: Már 11 éve a Pirkadat női házigazdája. Mellette többen is vezették a műsort, és rengeteg produkciós vezető váltotta egymást, de ő mindig a helyén maradt.
- Patrick Wilson: Adam Bennett: Az IBS másik producere, aki randizik Beckyvel. Nagyon frusztrált lesz, mikor rájön, hogy Becky minden idejét a munkájának szenteli.
- John Pankow: Lenny Bergman: A műsor fő producere
- Jeff Goldblum: Jerry Barnes: A csatorna igazgatója. Az ő határozott utasítására növelte meg Becky a műsor nézettségét.
- Ty Burrell: Paul McVee: A film elején ő a műsor egyik házigazdája. Mivel rossz hatással volt a környezetére, Becky már az első nap felmond neki.
- Curtis "50 Cent" Jackson, Lloyd Banks és Tony Yayo saját magát alakítja.

Hosszú hollywoodi karrierjük ellenére ez az első film, hogy Diane Keaton és Harrison Ford együtt játszanak. Előtte filmen még sohasem találkoztak. Harrison Ford ezt így magyarázta: "Bár ugyanabban a szakmában dolgoztunk, mégis eltérő területeken. Ő mindig az értelmiségi műsorokban szerepelt, én a szerepeim miatt pedig általában a futós, ugrós, leesős filmekben kaptam helyet. Így esélyünk sem volt arra, hogy együtt dolgozzunk. Azonban igen nagy öröm volt, hogy ezt is kipróbálhattuk."

## Magyar hangok
| Színész           | Szerepbeli név | Magyar hang    |
| ----------------- | -------------- | -------------- |
| Rachel McAdams    | Becky Fuller   | Ruttkay Laura  |
| Harrison Ford     | Mike Pomeroy   | Csernák János  |
| Diane Keaton      | Colleen Peck   | Bánsági Ildikó |
| Patrick Wilson    | Adam Bennett   | Miller Zoltán  |
| Jeff Goldblum     | Jerry Barnes   | Schnell Ádám   |
| John Pankow       | Lenny Bergman  | Józsa Imre     |
| Vanessa Aspillaga | Anna Garcia    |                |
| Ty Burrell        | Paul McVee     | Epres Attila   |

## Forgatás
A film ötletét a forgatókönyvíró Neil Simon: A napsugár fiúk című színdarabjának megfilmesítéséből merítette. Itt Harrison Ford Clarkot, Diane Keaton Lewist, Rachel McAdams pedig Clark unokatestvérét, Bent alakította.
Aline Brosh McKenna, a forgatókönyv írója és J. J. Abrams producer "közös álma volt, hogy Harrison Ford is szerepeljen a filmben." Ez az ötlet már a forgatókönyv megkezdésétől benn volt a fejekben. Röviddel azután, hogy Harrison Fordot meghallgatták, és ráosztották Mike Pomeroy szerepét, a film készítésének vezetését Roger Michael vette át.

## Zene
A film hivatalos zenéje Natasha Bedingfield Strip Me című száma. A The Weepies Some Changes című dalát kifejezetten a film forgatásához rögzítették.

## Megjelenése
A filmet eredetileg 2010. július 30-án akarták bemutatni az amerikai mozikban. Ezt november 12-re módosították. A Paramount Pictures végül bejelentette, hogy a film 2010. november 10-én lesz először látható.

## Fogadtatása

### Kritikák
Az Ébredj velünk filmet vegyesen fogadták a kritikusok. A Rotten Tomatoes 163 értékelés alapján felállított összesítése szerint a film 54%-os eredményt ért el, átlagosan 6 ponttal. Az eredményt így jellemezték: "Az eredményt emelte a kifogástalan színészek barátságos modora, ami gyakran elbűvölő volt. Az Ébredj velünk ennek ellenére nem volt összehangolt."
A filmmel szembeni egyik legfőbb kritika az volt, hogy a Hálózattal és A híradó sztárjaival ellentétben nincs mélyebb mondanivalója a televíziózásról és a médiáról. A Toronto Starnál dolgozó Peter Howell a következőket írta: "Miközben nézzük a filmet, gyakran eszünkbe juthat A híradó sztárjai vagy a Hálózat. Eközben pedig az jár a fejünkben, hogy a média mennyire felelősségteljes, illetve mennyire számít bűnösnek. A film készítői valami jelentőségteljeset akartak mondani a televíziózással és a médiával kapcsolatban? Ha így volt, akkor nem sikerült az elképzelésük." A The Star-Ledgernél dolgozó Stephen Whitty megjegyezte, hogy az Ébredj velünkhöz hasonlóan A híradó sztárjai „szintén valami hasonlóról – a kemény hírek és a szórakoztató pillanatok közötti konfliktusról szólt. És ez tette a filmet igazán klasszikussá." Arra a következtetésre jutott, hogy: "Ez [az Ébredj velünk] elég jó film."
A pozitív hangvételű kritikák azt emelték ki, hogy az Ébredj velünk vicces, szórakoztató alkotás. A ReelViews kritikusa, James Berardinelli ezt írta: "Annak ellenére, hogy az Ébredj velünk eléggé megszokott módon dolgozza fel a történetet, mégis elegendő szórakoztató elem, jóakarat és nevetni való helyzet van benne, hogy ezt nehezen lehet nem szeretni. Az Ébredj velük a régi vágású, nem túl kihívó, karakteralapú vígjátékok közé tartozik, melyekből egyre kevesebbet lehet látni. Visszafogott, nem erőltetett, és a hibái ellenére mégis szerethető alkotásról van szó, és nem is meglepően elgondolkodtató, de mikor a néző kijön a moziból, mindenképpen mosoly ül ki az arcára. Ez mindenképpen elismerésre méltó." A New York Post egyik elemzője, Lou Lumenick így látta a filmet: "Ez a hírek–pletykák harcának a legújabb csatája, mely egy kis szint visz a reggeli műsorok buggyant világába. Többről van szó benne, mint néhány jó sorról és ötcsillagos színészek felvonultatásáról." Andrew O'Hehir, aki a Salonnak ír, a filmet úgy jellemezte, miszerint ez egy "helyesen kinéző, nem túl harsány, könnyűsúlyú vígjáték, mely nem sérti meg a nézőket, a fiatal és idős sztárokat pedig úgy vonultatja fel, hogy ezzel roppant nagy hatást ér el." Ty Burr a The Boston Globe-nál ezt írta: "A film olyan, mint egy kellemes, mulatságos utazás." A Chicago Sun-Timenál dolgozó Roger Ebert négyből három és fél csillagot ítélt meg a filmnek. Szerinte az "Ébredj velünk az elején egy szórakoztató film, azonban később Rachel McAdams átalakítja ezt. Harrison Ford is átalakul a film alatt. Ez az, amit igazán szeretek. Ez igazán az emberi természetről szól. Arról, hogy az emberek miképp végzik a munkájukat, és hogyan élnek."
A legtöbb kritikus szerint a film legjobb tulajdonsága az, hogy ilyen sok sztár játszik benne. Sokan foglalkoztak Harrison Ford alakításával. Roger Ebert, ezt írta: "Ford nem merészkedik az eddigi alakításain kívülre, de ezen a körön belül olyan szerepet alakít, melyben belül valóban egy érző ember lakozik." Peter Travers – a Rolling Stone elemzője – szerint "egy haláli klassz szatirikus komédia, melyben Harrison Ford az elmúlt évek legjobb alakítását nyújtotta. Mike Pomeroy szerepe legalább annyira jól sikerült, mint a bálványozott Han Solo és Indiana Jones figurái." Owen Gleiberman (Entertainment Weekly) szerint "Ford még mindig elvarázsló pasi, bebetonozott filmsztár. Az Ébredj velünkben megtalálja a módját, hogy ne a megszokott szürke szerepe legyen. Itt változik, alakítása pedig agyafúrt és elképesztő." Joe Neumaier, a New Yorkban kiadott Daily News kommentátora ezt írta: "Ford a Dolgozó lány óta soha nem volt ennyire laza. Mikor McAdamsszel szócsatát vív, mi is önkéntelenül ráhangolódunk. Jól kiismerjük őket." Colin Covert így írt a minneapolisi Star Tribune-ban: "Kitűnő egyensúly mutatkozik meg Ford komorsága és a vígjátékban jól kivehető érzékenysége között." Rex Reed a The New York Observerben megjegyezte, hogy "A szerep igazán úgy illik Harrison Fordra, mint egy óvszer. Kezdetben barátságtalan, pókerarcú, mély értelmű, udvariatlan és pesszimista, soha még csak el sem mosolyodik, és néha úgy viselkedik, mint a szoba légkondicionálójának légelvezető rendszerében döglött patkány lenne. A stáb kiváló."
Több kritikusnak tetszett Rachel McAdams alakítása is. Manohla Dargis ezt írta a The New York Timesban: "McAdams kisasszony ritka jól alakítja a szerepét. Épp úgy tette, mint ahogy egy fiatal színésznőnek kell, mikor eljön az ő ideje. El tudja csavarni a fiúk fejét, meg tudja szelídíteni a vadállatokat, felvillantja a bugyiját, és úgy mosolyodunk el, hogy egyikünknek sem jut eszébe, hogy sírjon közben. Egyszerűen, természetesen alakítja a szerepét."
Kenneth Turan így írt a Los Angeles Times hasábjain: "Bár a bemutató alapján úgy gondolhatnánk, hogy McAdams csak egy szereplő a sok közül, de a végére kiderül, hogy ez valójában róla szól. Ez volt az első film, amit ő vitt a hátán, és ezt a feladatot könnyedén teljesítette." Roger Ebert a Chicago Sun-Timesban Rachel McAdams alakítását Amy Adams Oscar-díjra jelölt szerepével hasonlította össze, amit a Junebugban nyújtott.
Diane Keaton alakítását is többen dicsérték. James Berardinelli a ReelViewsben így írt róla: "Diane Keaton olyan jól végezte a dolgát, hogy minden erőfeszítés nélkül megállná a helyét egy reggeli műsor műsorvezetői székében is." A kritikusok szerint jó választás volt, hogy Diane Keatont és Harrison Fordot ültették be egymás mellé. Peter Travers szerint: "Ford és Keaton együtt elragadóak."
For Lou Lum of Rex Reed, "Some of the on-camera bitchery between Mr. Ford and Ms. Keaton is laugh-out-loud witty." Azonban hozzátették, hogy a filmben nem használták ki eléggé Diane Keaton tehetségét.

### Jegyeladás
Az első héten nagyjából 12 millió dollár bevételt hozott az Ébredj velünk. Ez elég gyenge kezdésnek számít egy olyan filmtől, amiben Harrison Ford és Diane Keaton szerepel.
A sajtó azt hangsúlyozta, hogy a film csalódást jelent Harrison Ford számára. Az Indiana Jones és a kristálykoponya királysága kivételével Fordnak az elmúlt évtizedben nem volt igazi sikerfilmje.  Steven Zeitchik így írt a Los Angeles Timesban: "Az Ébredj velünk című alkotás fogadtatásában az a leginkább elszomorító, hogy mikor egy évtized után Ford ismét egy vígjátékban szerepel, akkor majd tömegek ugrálják körbe. Azonban a film siralmas teljesítménye egy újabb szeg Ford karrierjének koporsóján. Ami amúgy is már évek óta tetszhalott." Jeff Bock, a jegyeladások egyik elemzője így nyilatkozott a TheWrapnek: "Ha Ford felveszi azt a jellegzetes kalapot, minden korlátot át tud törni, de az Indyn kívül ez már nehezebb falat." Karrierje során Harrison Ford nagynevű akciófilmekben aratott sikereket. Ebből a szempontból legközelebb majd a Cowboyok és űrlények vonzhat majd nagyobb közönséget.
A BoxOffice.com szerkesztője, Phil Contrino így nyilatkozott: "Szerintem még korai leírni ezt a filmet. A következő hetekben megállja majd a helyét, a közönsége nem érzi annak a szükségét, hogy mindenképpen a nyitóhéten rohanja meg miatta a mozikat. Ez egy szórakoztató film, sok életrevalóság van benne. Biztos vagyok benne, hogy ezt idővel majd a moziba járók is fel fogják ismerni."